# Neopsittacus musschenbroekii
Loriquito-de-bico-amarelo ou lóri-de-bico-amarelo (Neopsittacus musschenbroekii) é uma ave psitaciforme do gênero neopsittacus.
Pode ser encontrada na Papua-Nova Guiné, Nova Guiné Ocidental e Indonésia. Os seus habitats naturais são regiões úmidas tropicais ou subtropicais de alta altitude.

## Descrição
O Neopsittacus musschenbroekii tem a plumagem verde com um peito vermelho e bico amarelo brilhante, chegando a medir até 23 cm de comprimento.